# Сант-Іпполіто
Сант-Іпполіто (італ. Sant'Ippolito) — муніципалітет в Італії, у регіоні Марке, провінція Пезаро і Урбіно.
Сант-Іпполіто розташований на відстані близько 210 км на північ від Рима, 55 км на захід від Анкони, 26 км на південь від Пезаро, 20 км на схід від Урбіно.
Населення — 1596 осіб (2014).
Щорічний фестиваль відбувається 13 серпня. Покровитель — Sant'Ippolito di Roma.

## Демографія
Населення за роками:

Станом на 1 січня 2023 року в муніципалітеті офіційно проживало 125 іноземців з 19 країн, серед них 31 громадянин країн Євросоюзу.

## Сусідні муніципалітети
- Баркі
- Фоссомброне
- Фратте-Роза
- Монтефельчино
- Орчано-ді-Пезаро
- Серрунгарина